# Brenda Blethyn
Brenda Blethyn, pseudonimo di Brenda Anne Bottle (Ramsgate, 20 febbraio 1946), è un'attrice britannica, candidata 2 volte al premio Oscar: come miglior attrice per il film Segreti e bugie (1996) e come miglior attrice non protagonista per il film Little Voice - È nata una stella (1998). Grazie al primo film citato ha ottenuto un Golden Globe, un Premio BAFTA ed il Prix d'interprétation féminine al Festival di Cannes.

## Biografia

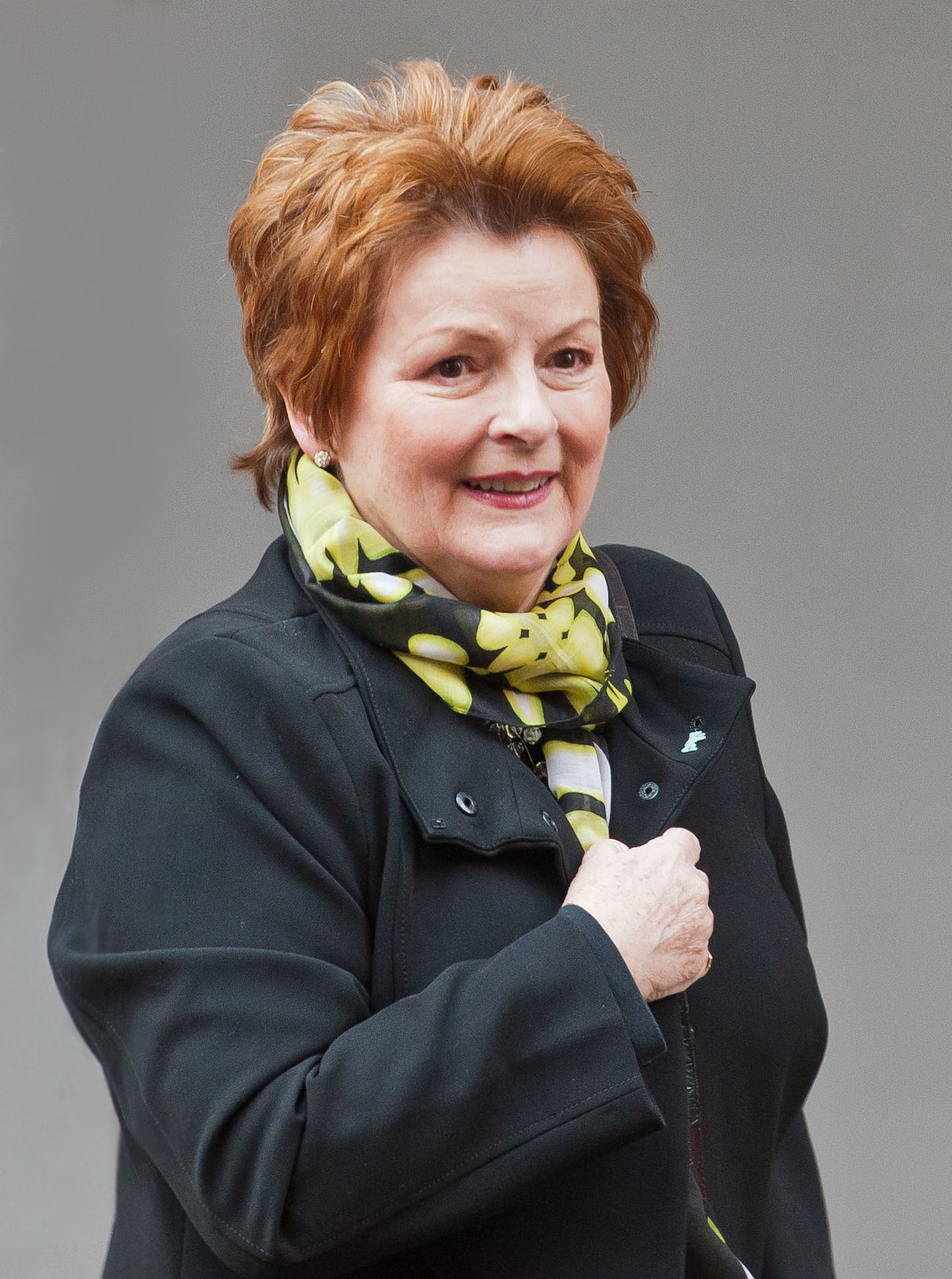
Brenda Blethyn nel 2014

Dopo aver lavorato per molti anni come segretaria, decide di dedicarsi alla passione che sin da piccola l'aveva animata: la recitazione. Frequenta la "Guildford School of Acting", presso cui si forma come attrice. Dalla metà degli anni settanta comincia a lavorare in alcune piccole produzioni teatrali e televisive. Nei primi anni ottanta ottiene i suoi primi successi in teatro: nel 1981 riceve il "London Critics' Circle Theatre Award" per la sua performance nella piece Steaming (1980).
Trasferitasi negli Stati Uniti, debutta sullo schermo nel 1990, in Chi ha paura delle streghe?, con Anjelica Huston. L'occasione della sua carriera giunge quando viene chiamata a interpretare Segreti e bugie (1996) di Mike Leigh, nel ruolo della triste e malandata Cynthia. La sua interpretazione le fa guadagnare il premio per la miglior interpretazione femminile al Festival di Cannes, nonché una candidatura all'Oscar.
Nel 1998 ottiene una nuova candidatura all'Oscar per la sua interpretazione della madre derelitta nella commedia musicale Little Voice - È nata una stella (1998) di Mark Herman, al fianco di Michael Caine. Nel 2000 impersona l'eccentrica protagonista che per saldare i debiti si dà al commercio di cannabis, nella commedia L'erba di Grace di Nigel Cole. Due anni dopo, in coppia con Alfred Molina, recita nella commedia umoristico-romantica Bara con vista (2002), di Nick Hurran.
Nel 2005 è la svanita e arrivista signora Bennett in Orgoglio e pregiudizio di Joe Wright. Nel 2007 veste i panni di Maria Dimitrievna nella fiction televisiva Guerra e pace, tratta dall'omonimo romanzo di Lev Tolstoj. La co-produzione di tale lavoro coinvolge Italia, Germania, Austria, Francia, Russia e Polonia, ed è tra le più costose degli anni 2000. Dal 2011 è protagonista della serie televisiva Vera in onda sulla rete britannica ITV1 e basata sui romanzi della scrittrice inglese Ann Cleeves.

## Filmografia

### Cinema
- Say No to Strangers, regia di John Mackenzie – cortometraggio (1981)
- Chi ha paura delle streghe? (The Witches), regia di Nicolas Roeg (1990)
- In mezzo scorre il fiume (A River Runs Through It), regia di Robert Redford (1992)
- Segreti e bugie (Secrets & Lies), regia di Mike Leigh (1996)
- Remember Me?, regia di Nick Hurran (1997)
- Le ragazze della notte (Girl's Night), regia di Nick Hurran (1998)
- Musica da un'altra stanza (Music From Another Room), regia di Charlie Peters (1998)
- Night Train, regia di John Lynch (1998)
- In the Winter Dark, regia di James Bogle (1998)
- Little Voice - È nata una stella (Little Voice), regia di Mark Herman (1998)
- L'erba di Grace (Saving Grace), regia di Nigel Cole (2000)
- The Yellow Bird, regia di Faye Dunaway – cortometraggio (2001)
- Daddy & Them - Una famiglia di pecore nere (Daddy and Them), regia di Billy Bob Thornton (2001)
- Lovely & Amazing, regia di Nicole Holofcener (2001)
- On the Nose, regia di David Caffrey (2001)
- Yes You Can, regia di Matt Bloom – cortometraggio (2001)
- Pumpkin, regia di Anthony Abrams e Adam Larson Broder (2001)
- Sonny, regia di Nicolas Cage (2002)
- Bara con vista (Plots with a View), regia di Nick Hurran (2002)
- Piccolo dizionario amoroso (The Sleeping Dictionary), regia di Guy Jenkin (2002)
- Blizzard - La renna di Babbo Natale (Blizzard), regia di LeVar Burton (2003)
- Beyond the Sea, regia di Kevin Spacey (2004)
- A Way of Life, regia di Amma Asante (2004)
- Piccadilly Jim, regia di John McKay (2004)
- Una bella giornata (On a Clear Day), regia di Gaby Dellal (2005)
- Orgoglio e pregiudizio (Pride & Prejudice), regia di Joe Wright (2005)
- Il matrimonio è un affare di famiglia (Clubland), regia di Cherie Nowlan (2007)
- Espiazione (Atonement), regia di Joe Wright (2007)
- London River, regia di Rachid Bouchareb (2009)
- The Calling, regia di Jan Dunn (2009)
- Dead Man Running, regia di Alex De Rakoff (2009)
- My Angel, regia di Stephen Cookson (2011)
- Two Men in Town, regia di Rachid Bouchareb (2014)

### Televisione
- Play for Today – serie TV, 1 episodio (1980)
- Can We Get on Now, Please? – serie TV, 1 episodio (1980)
- Bedroom Farce, regia di Christopher Morahan – film TV (1980)
- The Double Dealer, regia di Peter Wood – film TV (1980)
- BBC2 Playhouse – serie TV, 1 episodio (1980)
- Yes Minister – serie TV, 1 episodio (1981)
- Re Lear (King Lear), regia di Jonathan Miller – film TV (1982)
- Enrico VI, parte I (The First Part of Henry the Sixth), regia di Jane Howell – film TV (1983)
- Il brivido dell'imprevisto (Tales of the Unexpected) – serie TV, 1 episodio (1983)
- Death of an Expert Witness – miniserie TV, 6 puntate (1983)
- Floating Off, regia di Nicholas Renton – film TV (1983)
- Le avventure di Bailey (Rumpole of the Bailey) – serie TV, 1 episodio (1983)
- Who Dares Wins – serie TV, 3 episodi (1984)
- Weekend Playhouse – serie TV, 1 episodio (1984)
- Chance in a Million – serie TV, 18 episodi (1984-1986)
- Alas Smith & Jones – serie TV, 8 episodi (1984-1990)
- The Mysteries – serie TV, 3 episodi (1985-1986)
- That Uncertain Feeling – miniserie TV, 4 puntate (1986)
- Sunday Premiere – serie TV, 1 episodio (1987)
- Una povera ragazza ricca - La storia di Barbara Hutton (Poor Little Rich Girl: The Barbara Hutton Story), regia di Charles Jarrott – film TV (1987)
- Storyteller (The Storyteller) – serie TV, 1 episodio (1988)
- The Play on One – serie TV, 1 episodio (1989)
- The Labours of Erica – serie TV, 12 episodi (1989-1990)
- All Good Things – serie TV, 6 episodi (1991)
- Maigret – serie TV, 1 episodio (1992)
- Wales Playhouse – serie TV, 1 episodio (1993)
- Screen One – serie TV, 1 episodio (1993)
- The Buddha of Suburbia – miniserie TV, 4 puntate (1993)
- Outside Edge – serie TV, 22 episodi (1994-1996)
- RKO 281 - La vera storia di Quarto potere (RKO 281), regia di Benjamin Ross – film TV (1999)
- La storia di Anna Frank (Anne Frank The Whole Story) regia di Robert Dornhelm – miniserie TV (2001)
- Seven Roses – film TV (2001)
- Between the Sheets – miniserie TV, 6 puntate (2003)
- Belonging, regia di Christopher Menaul – film TV (2004)
- Marsha Potter Gets a Life, regia di Barnet Kellman – film TV (2004)
- Mysterious Creatures, regia di David Evans – film TV (2004)
- Guerra e pace, regia di Robert Dornhelm – miniserie TV (2007)
- Law & Order - Unità vittime speciali (Law & Order: Special Victims Unit) – serie TV, episodio 10x08 (2008)
- La complicata vita di Christine (The New Adventures of Old Christine) – serie TV, episodio 3x05 (2008)
- Vera – serie TV, 56 episodi (2011-2025)
- Storie in scena (Playhouse Presents) – serie TV, 1 episodio (2012)
- Mary e Martha (Mary and Martha), regia di Phillip Noyce – film TV (2013)
- Henry Hugglemonster – serie TV, 11 episodi (2013-2015)
- Kate & Koji – serie TV, 12 episodi (2020-2022)

### Doppiaggio
- La famiglia della giungla (The Wild Thornberrys Movie), regia di Cathy Malkasian e Jeff McGrath (2002)
- Bob the Builder: The Knights of Can-A-Lot, regia di Sarah Ball – film TV (2003)
- Winnie the Pooh e gli Efelanti (Pooh's Heffalump Movie), regia di Frank Nissen (2005)
- I miei amici Tigro & Pooh: Il musical di Tigro e Pooh (Tigger & Pooh and a Musical Too), regia di David Hartman (2009)
- I miei amici Tigro & Pooh: Tre super detective mega super (Super Duper Super Sleuths), regia di David Hartman – cortometraggio (2009)
- Ethel & Ernest, regia di Roger Mainwood (2016)

## Riconoscimenti
- Premio Oscar
  - 1997 – Candidatura a miglior attrice protagonista per Segreti e bugie
  - 1999 – Candidatura a miglior attrice non protagonista per Little Voice - È nata una stella

- Golden Globe
  - 1997 – Miglior attrice in un film drammatico per Segreti e bugie
  - 1999 – Candidatura a miglior attrice non protagonista per Little Voice – È nata una stella
  - 2001 – Candidatura a miglior attrice in un film commedia o musicale per L'erba di Grace

- Premi Emmy
  - 2008 – Candidatura alla migliore guest star per Law & Order – Unità vittime speciali

- Premi BAFTA
  - 1997 – Miglior attrice protagonista per Segreti e bugie
  - 1999 – Candidatura a miglior attrice non protagonista per Little Voice – È nata una stella
  - 2006 – Candidatura a miglior attrice non protagonista per Orgoglio e pregiudizio

- Festival di Cannes
  - 1996 – Miglior interpretazione femminile per Segreti e bugie

## Doppiatrici italiane
Nelle versioni in italiano dei suoi lavori, Brenda Blethyn è stata doppiata da:
- Aurora Cancian in Segreti e bugie, Bara con vista, Il matrimonio è un affare di famiglia, Guerra e pace, Law & Order - Unità vittime speciali, London River
- Lorenza Biella in Enrico VI, L'erba di Grace, La storia di Anna Frank, Vera, Two Men in Town
- Alba Cardilli in In mezzo scorre il fiume, Blizzard - La renna di Babbo Natale
- Manuela Andrei in Orgoglio e pregiudizio, Espiazione
- Paola Gassman in Re Lear
- Isabella Pasanisi in Chi ha paura delle streghe?
- Serena Spaziani in Le ragazze della notte
- Marzia Ubaldi in Little Voice - È nata una stella
- Serena Verdirosi in Daddy & Them - Una famiglia di pecore nere
- Paila Pavese in Musica da un'altra stanza
- Ada Maria Serra Zanetti in Sonny
- Ludovica Modugno in Piccolo dizionario amoroso
- Emilia Costa in Re Lear (ridoppiaggio)

Nei prodotti in cui partecipa in veste di doppiatrice, in italiano è stata sostituita da:
- Anna Rita Pasanisi ne La famiglia della giungla
- Marzia Ubaldi in Winnie the Pooh e gli Efelanti
- Roberta Greganti in Ethel & Ernest
- Lidia Perrone in Henry Mostriciattoli